# Prensa Obrera
Prensa Obrera es un semanario impreso y diario digital argentino editado por el Comité Central del Partido Obrero. Su primer número salió en 1982 y en 2010 llegó a la edición número mil. Cuenta con una tirada semanal de 15 000 ejemplares. Entre 2019 y 2023 coexistió con Política Obrera, la publicación editada por la tendencia surgida tras la crisis interna que sufrió la organización aquel año.

## Desarrollo
Además de la versión impresa, existe una edición digital con actualizaciones diarias. Ambas versiones se distribuyen bajo licencia Creative Commons.
El periódico es continuidad de una publicación ilegalizada por la dictadura de Videla llamada Política Obrera. Según sus editores «está íntimamente ligado al Partido Obrero y a su política, sería inconcebible al margen de él. Apunta a ser no sólo un propagandista y un agitador colectivo sino también un organizador colectivo, según la definición de Lenin».
Siguiendo la tradición leninista, definida en su obra ¿Qué hacer?, el periódico constituye un punto de apoyo de la organización del partido así como una "herramienta de militancia" de sus adherentes.
Marcelo Ramal, dirigente del Partido Obrero hasta su expulsión en 2019, señaló sobre esta publicación partidaria que: "Es nuestro primer militante, porque llega a todos lados".

## Historia
El primer número apareció en diciembre de 1982 como respuesta del Partido Obrero a una nueva etapa política: la apertura democrática que, según el punto de vista partidario, respondía a un acuerdo «con los partidos capitalistas, el aparato estatal y las principales potencias extranjeras». El nombre de la anterior publicación del PO, llamada Política Obrera, había sido ilegalizada por la dictadura cívico-militar de 1976 al igual que la organización homónima; por esa razón la dirección del Partido decidió cambiar los nombres pero mantener las siglas como muestra de continuidad política y organizativa de manera que la organización Política Obrera pasó a ser Partido Obrero y su publicación Prensa Obrera.

### Versión en línea
Si bien los artículos del periódico aparecen en Internet desde 1999 en el sitio del Partido, recién el 3 de mayo de 2018 fue lanzado un dominio propio: prensaobrera.com. Según su redacción, el sitio recibe 20 000 visitas diarias.